# Kavála
Pour le philanthrope turc, voir Osman Kavala.
Kavála (en grec moderne : Καβάλα, Kavála), parfois aussi orthographiée Kavalla (le nom ayant été modifié en 1940 avec la disparition d'un des deux λ originels), ville de Grèce, ancienne Néapolis (en grec ancien : Νεάπολις, la « Ville neuve »), Christoúpolis (en grec ancien : Χριστούπολις / Christoúpolis, la « Ville du Christ »), chef-lieu de district régional.

## Histoire de la ville

### Néapolis, colonie thasienne
L'histoire de la ville commence comme une fondation portuaire de colons thasiens et pariens au milieu du VIIe siècle av. J.-C. : la colonie est un avant-poste contre les incursions thraces, et une étape vers la région du Pangée et la colonie de Daton/Crénidès.
Sa position fait de la ville et de son port un point de passage important sur la côte thrace : l'armée perse y fait escale lors de son invasion de la Grèce.
La cité perd son indépendance après la conquête de la Thrace par Philippe de Macédoine en 346 av. J.-C. : elle devient le port de la cité de Philippes.
En 42 av. J.-C., elle sert de base arrière aux républicains romains Marcus Junius Brutus et Cassius lors de la bataille de Philippes.

### Christoupolis
Avec la christianisation de l'Empire romain d'Orient, la ville change de nom, au début du VIIIe siècle et apparaît sous celui de Christoupolis, la « cité du Christ ». En 926, le stratège grec du thème du Strymon, Vassilios Kladôn, reconstruit les remparts de la ville. En 1097, les armées de la première croisade y font escale. En 1193, la ville est rénovée par les Lombards, tandis qu'en 1208 elle est occupée par les Francs qui l'appellent « Christople » : elle devient un poste-clef sur la route entre leur royaume de Thessalonique et leur empire latin de Constantinople. Les Grecs en reprennent le contrôle en 1260.
La ville joue un rôle important au XIVe siècle lorsque les Serbes et les Ottomans envahissent la Macédoine, au moment où l'Empire grec connaît une crise intérieure importante. En 1299, la route Stroumitsa-Serrès-Christoupolis faisant la liaison entre Constantinople et Thessalonique est directement menacée par l'avancée des troupes du roi des Serbes, Stefan Uroš II Milutin (1282-1328).
En situation de faiblesse, l'empereur byzantin Andronic II Paléologue négocie une alliance matrimoniale : il accorde la main de la princesse Simonide, âgée de 5 ans, au roi des Serbes, qui a alors 40 ans. Cette union qui révulse les milieux ecclésiastiques de Constantinople a l'avantage de déguiser le recul militaire byzantin dans la région de Christoupolis en alliance : Simonide reçoit en dot la Macédoine byzantine... que les Serbes avait déjà conquis dans les faits. Cette manœuvre diplomatique permet aux Byzantins de maintenir une paix relative jusque dans les années 1340 dans cette partie de leur empire. En 1346, les Byzantins parviennent néanmoins à en reprendre le contrôle.
En 1387, Christoupolis est définitivement conquise par les Ottomans. En 1425, la forteresse de l'acropole est détruite par les Vénitiens et la ville, pillée, est quasi-abandonnée.

### Kavála

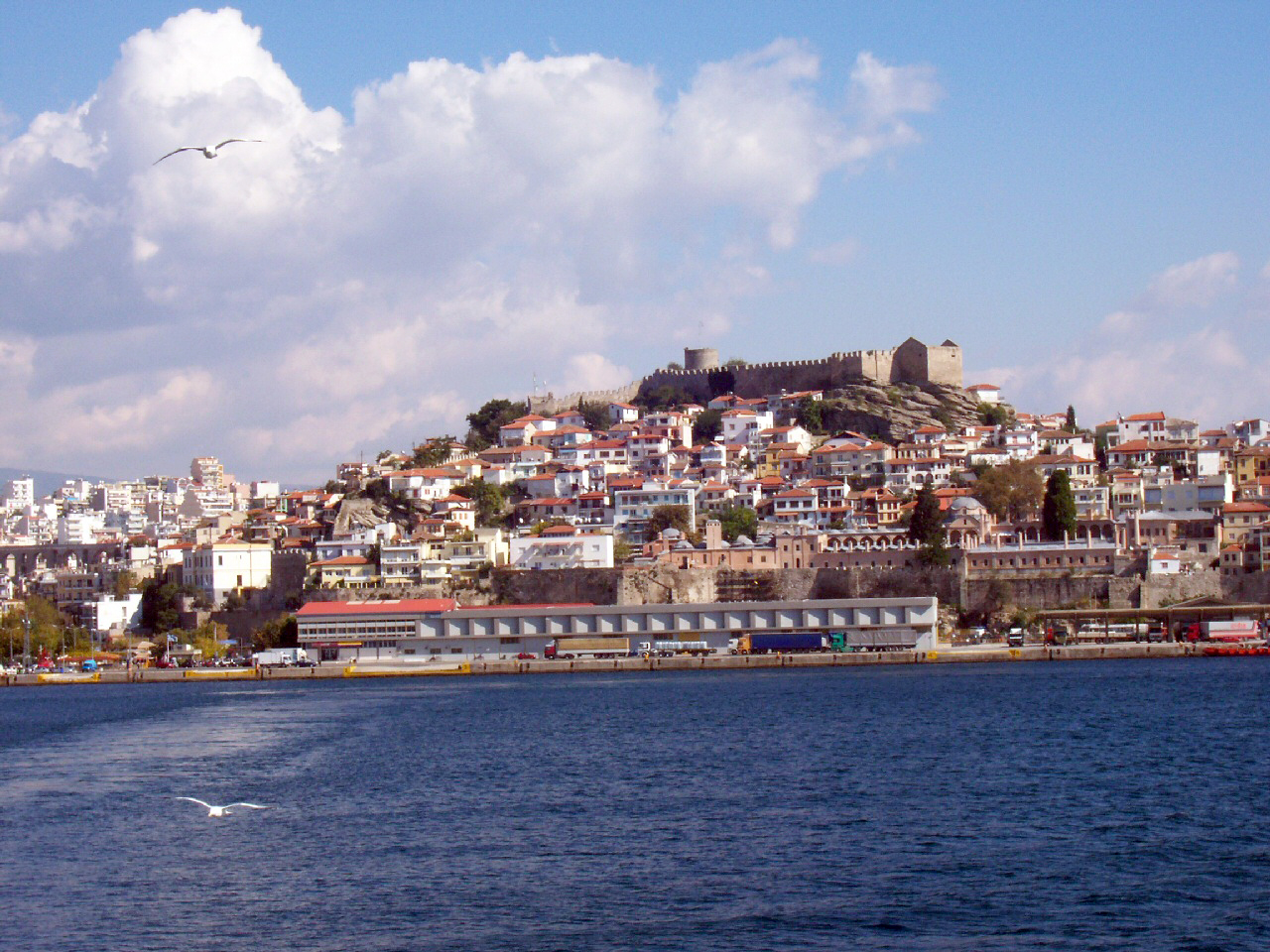
Kavála.

La ville change de nouveau de nom à la fin du XVe siècle pour prendre celui de Kavála (Cavalle dans les sources françaises) et reçoit de nouveaux habitants en 1526, à l'époque de la Grèce ottomane. Le nom, jadis orthographié Σκάβαλλα / Skavalla, peut être d'origine slave, évoquant une ancienne sklavinie (communauté agricole autonome slave), ou valaque évoquant une ancienne valachie[réf. nécessaire] (communauté aroumaine) de l'époque où le pastoralisme transhumant était l'occupation de plusieurs minorités des Balkans et de la Grèce, ou bien encore d'origine latine comme le suppose le voyageur Léon Heuzey, en souvenir d'un relais de chevaux de poste datant de l'époque des états latins d'Orient. Quoi qu'il en soit, une nouvelle enceinte est construite en 1530, et un imposant aqueduc, le Καμάρες / Kamáres, est bâti sur l'emplacement des anciennes fortifications byzantines.
La ville acquiert progressivement une population bigarrée, chrétienne, mais aussi juive grecque et surtout musulmane (turque, macédonienne, bulgare ou juive turque) : le rôle commercial du port grandit rapidement au XVIIIe siècle, alors qu'il sert d'entrepôt pour les marchands de Smyrne, d'Égypte et de Thasos. Ville natale du vice-roi d'Égypte Mehemet Ali, à qui le sultan a concédé en outre à titre personnel l'île voisine de Thasos, Kavála bénéficie de cet illustre patronage : lors des deux guerres égypto-ottomanes de 1831 et de 1839, la ville est épargnée par Mehemet Ali[réf. nécessaire].

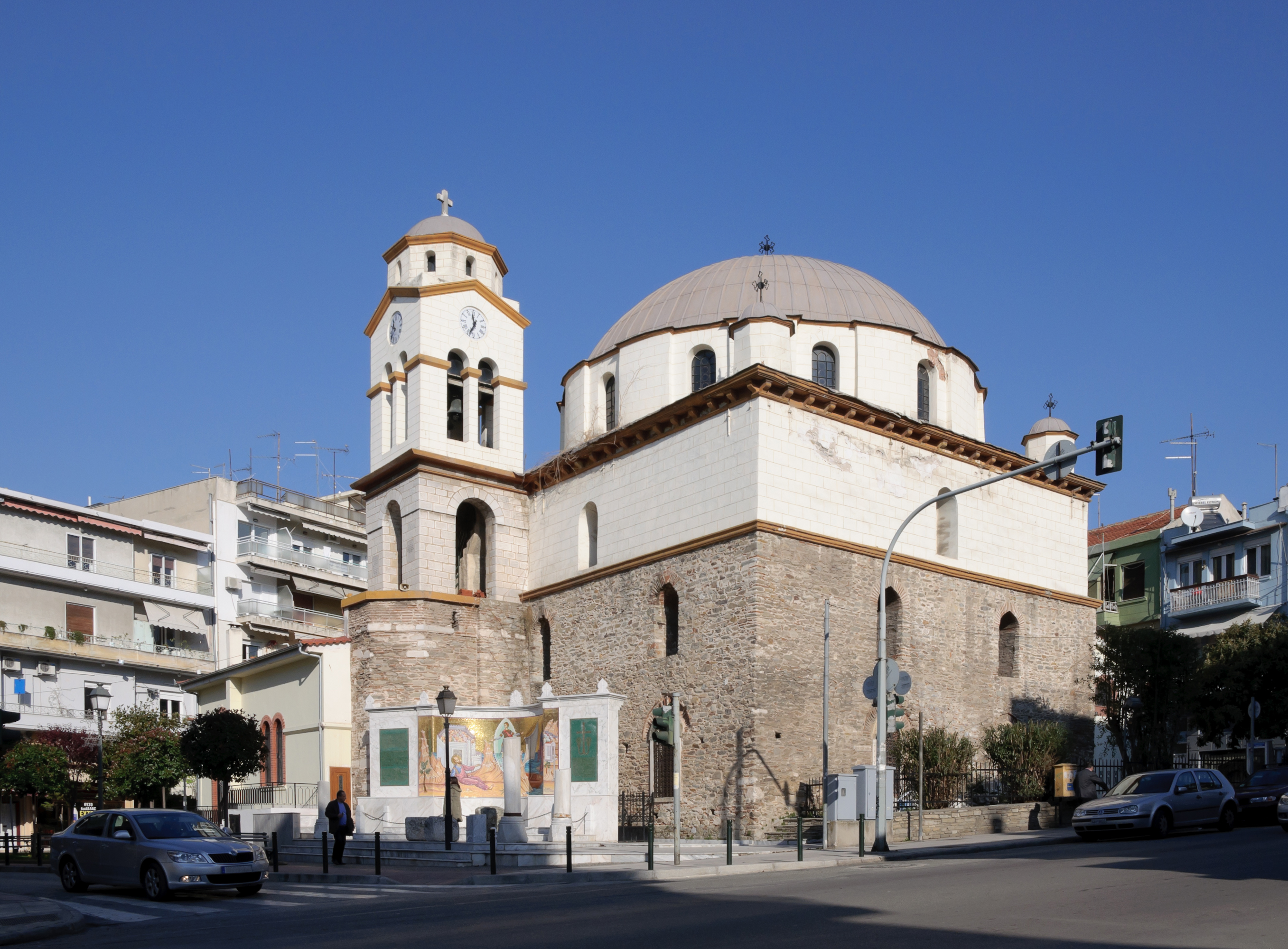
Église Saint Nicolas, ancienne mosquée ottomane « Ibrahim Pacha ».

En revanche, Kavála est prise par les Bulgares en 1912 lors de la Première Guerre balkanique, sans résistance de la part des Turcs. Pendant la Deuxième Guerre balkanique, le 26 juin 1913, une flotte grecque conduite par le croiseur cuirassé Georgios Averoff s'empare de la ville, qui devient grecque à l'issue de la guerre, ce qui provoque un exode lent mais continu des musulmans de la ville.
En 1922, après la « Grande catastrophe », le traité de Lausanne rend obligatoires les échanges de population entre la Grèce et la Turquie : les musulmans encore présents à Kavála doivent partir pour la Turquie, à la place des grecs expulsés de ce pays dont près de 25 000 s’installent à Kavála.
Pendant l’Occupation, Kavála est reprise en 1941 par la Bulgarie mais est aussi occupée par la Wehrmacht : les nazis fusillent des otages en répression des actions de la résistance grecque et déportent les juifs grecs. Fin 1944, les résistants grecs libèrent Kavála. Les violences ont frappé de nombreuses familles, qu’il s’agisse de celles de Grecs résistants, de Romaniotes livrés par les Bulgares aux nazis ou de Bulgares jugés « collaborateurs » et exécutés lors de l’épuration. Kavála se relève après la guerre, mais la crise financière des années 2010, due à la dérégulation mondiale et aux endettements de la Grèce, touche son économie et stoppe son développement.

## Administration
Le dème de Kavala a été créé lors de la réforme du gouvernement local de 2011 par la fusion des deux anciennes municipalités
| Dème    | Population (2011) | Population (2021)[réf. nécessaire] | Superficie (km2)[réf. nécessaire] |
| ------- | ----------------- | ---------------------------------- | --------------------------------- |
| Kavala  | 58 790            | 56 243                             | 112 599                           |
| Fílippi | 11 711            | 10 133                             | 238 751                           |

## Population
| 1961   | 1971   | 1981   | 1991   | 2001   |
| ------ | ------ | ------ | ------ | ------ |
| 44 517 | 46 234 | 56 375 | 56 571 | 58 663 |

| 2011   | 2021   | - | - | - |
| ------ | ------ | - | - | - |
| 54 027 | 51 947 | - | - | - |

## Transports
L'autoroute A2 (Egnatia Odos) passe au nord de la ville.
L'aéroport international de Kavala « Alexandre le Grand » situé à 27 km de Kavala a des vols réguliers vers Athènes et des vols réguliers et charters a destination de nombreuses villes européennes .
Le port de Kavala est relié par des traversiers à toutes les îles du nord de la mer Égée.

## Personnalités
- Maríka Zagorisíou, architecte
- Anna-Maria Botsari, joueuse d'échecs
- Nasos Galakteros, basketteur
- Vasilis Karras, chanteur
- Kostas Mitroglou, footballeur
- Sofoklis Schortsanitis, basketteur
- Christos Terzanidis, footballeur
- Despina Vandi, chanteuse
- Anna Verouli, lanceuse de javelot
- Vassilis Vassilikos, écrivain et diplomate
- Zisis Vryzas (né en 1973), ancien footballeur
- Theodoros Zagorakis, footballeur

## Jumelages
| Ville | Ville         | Pays | Pays               | Période     |
| ----- | ------------- | ---- | ------------------ | ----------- |
|       | Bandırma      |      | Turquie            |             |
|       | Gabrovo       |      | Bulgarie           |             |
|       | Gradiška      |      | Bosnie-Herzégovine |             |
|       | Nuremberg     |      | Allemagne          | depuis 1998 |
|       | Saint-Étienne |      | France             |             |
|       | Tekirdağ      |      | Turquie            |             |
|       | Varna         |      | Bulgarie           |             |